# Le Poulet
Pour le long métrage, voir Le Boulet.
 (mars 2017).
Si vous disposez d'ouvrages ou d'articles de référence ou si vous connaissez des sites web de qualité traitant du thème abordé ici, merci de compléter l'article en donnant les références utiles à sa vérifiabilité et en les liant à la section « Notes et références ».
Pour les articles homonymes, voir Poulet.
Pour plus de détails, voir Fiche technique et Distribution.
Le Poulet est un court métrage français réalisé par Claude Berri, sorti en 1963.

## Synopsis
Un petit garçon s'attache à un poulet : pour lui éviter la casserole, il décide de faire croire à ses parents qu'il pond des œufs.

## Fiche technique
- Titre : Le Poulet
- Réalisation : Claude Berri
- Assistant réalisateur : Nicolas Ribowski
- Scénario : Charles Nastat
- Photographie : Ghislain Cloquet
- Montage : Sophie Coussein
- Musique : René Urtreger
- Producteur : Claude Berri
- Société de production : Renn Productions
- Format : Noir et blanc
- Son : Monophonique
- Visa d'exploitation n°27 612
- Sociétés de distribution : Athos Films Distribution ( Allemagne), GIE Fox Pathé Europa ( France), Pathé Contemporary Films, Rialto Pictures (en) et The Criterion Collection ( États-Unis)
- Genre : Comédie
- Date de sortie :
  - Italie : septembre 1963 (Mostra de Venise)

## Distribution
- Jacques Marin : Le père
- Viviane Bourdonneux : La mère
- Martin Serre : L'enfant

## Récompenses
- Mostra de Venise 1963 :
- 1965 : Oscar du meilleur court métrage en prises de vues réelles

## Autour du film
- Un des tout premiers films de Claude Berri.
- Martin Serre est le fils d'Henri Serre.
- Le scénario est tiré d'une histoire vraie, un entrefilet lu par Claude Berri dans la presse[réf. nécessaire].